# 宽街 (布里斯托尔)
宽街（Broad Street）是布里斯托尔市中心的一条街道，与高街（High Street）、葡萄酒街（Wine Street）和谷物街（Corn Street）构成构成了布里斯托尔中世纪古城最早的核心
在建造布里斯托尔交易所（The Exchange）之前，商人已在宽街摆摊。宽街的另一端是一个城门圣约翰门，连接 Quay Street.

## 建筑
从与谷物街的交界处走下坡路，其他著名的建筑包括圣埃文基督堂(Christ Church with St Ewen)，由威廉·帕蒂在18世纪后期设计建造；英格兰银行分行，由查尔斯·科克雷尔设计，希腊多立克风格；甲壳虫酒店（Thistle Hotel），由福斯特和伍德设计，意大利文艺复兴风格；哥特式风格的会堂（Guildhall），由理查德·沙克尔顿·波普设计；以及新艺术运动风格的 埃弗拉德印刷所（Edward Everard printing works）。印刷所的卡拉拉大理石瓷砖壁画由尼特比设计，描绘现代印刷的创始人约翰内斯·谷登堡和威廉·莫里斯；妇女代表光、真理和文学精神。
圣约翰门，位于宽街末端，是城墙最后剩余的部分，上面建有圣施洗约翰堂（Church of St John the Baptist）。19世纪20年代开辟了两个侧门。